# Finale della Coppa delle nazioni africane 1994
La finale della Coppa delle nazioni africane 1994 si disputò il 10 aprile 1994 allo Stadio olimpico di El Menzah di Tunisi, tra le nazionali della Nigeria e Zambia. La partita fu vinta dalla Nigeria per 2-1 si aggiudicò il suo secondo trofeo nella massima competizione tra nazionali maschili africane.

## Le squadre
| Squadra | Finali (o spareggi) disputate in precedenza (il grassetto indica la vittoria) |
| ------- | ----------------------------------------------------------------------------- |
| Nigeria | 4 (1980, 1984, 1988, 1990)                                                    |
| Zambia  | 1 (1974)                                                                      |

## Cammino verso la finale

### Tabella riassuntiva del percorso
| Squadra | Pt | G |
| ------- | -- | - |
| Egitto  | 3  | 2 |
| Nigeria | 3  | 2 |
| Gabon   | 0  | 2 |

| Squadra        | Pt | G |
| -------------- | -- | - |
| Zambia         | 3  | 2 |
| Costa d'Avorio | 2  | 2 |
| Sierra Leone   | 3  | 2 |

## Tabellino
| Arbitro: | Lim Kee Chong |

|                 |           |           |
| Amunike 5’, 47’ | Marcatori | 3’ Litana |

| Nigeria | Zambia |

| Nigeria           |    |                    |     |     |
|                   |    |                    |     |     |
| P                 | 22 | Peter Rufai        |     |     |
| D                 | 5  | Uche               |     |     |
| D                 | 6  | Uche Okafor        |     |     |
| D                 | 3  | Ben Iroha          | 66’ |     |
| D                 | 2  | Augustine Eguavoen | 78’ |     |
| C                 | 11 | Emmanuel Amunike   |     |     |
| C                 | 10 | Jay Jay Okocha     |     | 73’ |
| C                 | 15 | Sunday Oliseh      |     |     |
| C                 | 7  | Finidi George      |     | 41’ |
| A                 | 14 | Daniel Amokachi    |     |     |
| A                 | 9  | Rashidi Yekini     |     |     |
| Sostituzioni:     |    |                    |     |     |
| A                 | 13 | Samson Siasia      |     | 41’ |
| D                 | 19 | Nduka Ugbade       |     | 73’ |
| CT:               |    |                    |     |     |
| Clemens Westerhof |    |                    |     |     |

| Zambia          |    |                    |     |     |
|                 |    |                    |     |     |
| P               | 1  | James Phiri        |     |     |
| D               | 2  | Harrison Chongo    |     |     |
| D               | 3  | Elijah Litana      | 25’ |     |
| D               | 5  | Mordon Malitoli    | 42’ |     |
| D               | 13 | Aggrey Chiyangi    |     |     |
| C               | 4  | Kapambwe Mulenga   |     | 60’ |
| C               | 10 | Evans Sakala       |     |     |
| C               | 12 | Kenneth Malitoli   |     |     |
| C               | 14 | Joel Kangwa Bwalya |     |     |
| A               | 9  | Zeddy Saileti      |     |     |
| A               | 11 | Kalusha Bwalya     |     | 70’ |
| Sostituzioni:   |    |                    |     |     |
| C               | 18 | Linos Makwaza      |     | 60’ |
| A               | 7  | Johnson Bwalya     |     | 70’ |
| CT:             |    |                    |     |     |
| Ian Porterfield |    |                    |     |     |